# Blackjack
|  | Per a altres significats, vegeu «Black Jack». |

El blackjack és un joc amb diverses baralles i regles de casino. L'objectiu del joc és obtenir una mà amb un valor més pròxim a 21 que les del repartidor, sense passar-se de 21.
 

## Terminologia
Alguns termes importants que s'utilitzen en el joc:
- Blackjack: Una mà on les dues primeres cartes sumen 21 implica un premi instantani amb el valor del 150% de l'aposta
- Passat: Quan el valor de la mà excedeix 21 perdreu la mà
- Dobla: Per a doblar l'aposta inicial i rebre exactament una carta més
- Tirada: Per a demanar d'afegir una altra carta a la mà
- Assegurança: Una aposta paral·lela del 50% de l'aposta original que el repartidor té un 21 natural (blackjack) que s'ofereix quan la carta descoberta del repartidor és un as. Si el repartidor té un 21 natural es paga el doble al jugador
- Empeny: Quan el valor de la mà del jugador i del repartidor són iguals, l'aposta original es retorna al jugador
- Divideix: Quan una mà comença amb dues cartes del mateix valor (o rang) es pot dividir per a formar dues mans independents
- Planta't: Deixa d'afegir cartes a la mà
- Rendir-se: Perdre la meitat de l'aposta per a no acabar la mà

## Valor de les cartes
En el Blackjack cada carta té un valor assignat.
- Un as pot comptar com a 1 o com a 11. Quan això passa, el resultat es coneix com a tou. Si l'as per força ha de valer 1, ja que si valgués 11 el jugador es passaria, s'anomena resultat dur.
- Les cartes del 2 al 9 valen el valor indicat.
- El 10, jota, reina i rei valen 10.

El valor de la mà és la suma dels valors de cada carta en la mà.

## Normes del repartidor
El repartidor ha de jugar la seva mà d'acord amb unes regles molt estrictes. Hi ha dues variacions de les regles bàsiques que determinen la mà total que el repartidor ha d'arribar.
El repartidor es planta amb un 17
El repartidor ha de continuar repartint cartes (tirada) fins que el total de la mà és com a mínim 17.

## Variacions de les normes amb les seves conseqüències per a la casa
Cada regla pot canviar lleugerament, sempre depenent del casino. Aquestes variacions solen estar escrites al damunt de la taula on es juga.
- El repartidor arriba a 17 tou

Cada casino té la seva pròpia regla sobre si el repartidor ha de tirar o plantar-se quan el croupier arriba a un 17 tou. Si a la taula hi ha escrit "H17", agafarà una altra carta. Si hi ha escrit "S17", el croupier es plantarà, fet que redueix les possibilitats de què la banca guanyi en un 0,2%.
- Nombre de baralles

Com més baralles s'utilitzin, més gran és l'avantatge de la casa. La següent taula mostra l'efecte del nombre de baralles a aquest avantatge. Si s'utilitzen poques baralles, o en les taules d'una baralla, se solen posar altres regles que augmenten l'avantatge del casino.
| Nombre | Avantatge de la casa |
| ------ | -------------------- |
| Una    | 0,17%                |
| Dues   | 0,46%                |
| Quatre | 0,60%                |
| Sis    | 0,64%                |
| Vuit   | 0,66%                |

- Segona carta del croupier

A la majoria de casinos europeus, el repartidor no es reparteix la seva segona carta fins que tots els jugadors s'han plantat o s'han passat. Així, gairebé mai és bo dividir quan el croupier té un 10 o un A, ja que un blackjack de la banca seria catastròfic pel jugador. Als casinos americans el croupier es reparteix una segona carta, cap per avall, després de repartir la segona als jugadors. El fet de no tenir segona carta fins al final augmenta l'avantatge de la casa en un 0,11%.
- No doblar després de dividir

Després de dividir, la majoria de casinos permeten doblar a les noves mans resultants. No permetre-ho augmenta l'avantatge de la casa en un 0,12%.